# ネルソン・ディリープクマール
ネルソン・ディリープクマール（Nelson Dilipkumar、1984年6月21日 - ）は、インドのタミル語映画で活動する映画監督、脚本家。ブラック・ユーモアを織り交ぜたアクション映画を得意としている。

## 生い立ち
チェンナイのニュー・カレッジに進学して視覚コミュニケーションの学位を取得し、卒業後はスター・ヴィジャイで脚本助手としてキャリアをスタートさせた。2018年に父と死別している。

## キャリア
2010年から監督デビュー作となる『Vettai Mannan』の製作に着手した。同作はS・S・チャクラヴァルティーがプロデュースし、主要キャストとしてシランバラサン、ジャイ、ハンシカ・モトワニ、ディークシャー・セートが出演するほか、ユヴァン・シャンカル・ラージャーが起用されていたが、最終的に企画は白紙化された。2017年に企画の再開が模索され、新たにアニルド・ラヴィチャンダルが作曲家として起用されたものの、再び企画は中断された。その後、アニルド・ラヴィチャンダルの推薦でライカー・プロダクションズ製作の『Kolamaavu Kokila』で監督デビューすることになり、ナヤンターラを起用した同作は興行的な成功を収めた。2021年にはシヴァカールティケーヤン、プリヤンカー・モーハンを起用した『Doctor』を製作し、彼のキャリアの中で最も大きな成功を収めた映画の一つとなった。
2020年11月にアニルド・ラヴィチャンダルの紹介でヴィジャイと面会したネルソンは新作映画『Beast』の脚本を手渡し、ヴィジャイは脚本の内容に感銘を受けて同作への出演を承諾した。『Beast』はヴィジャイの65本目の出演作であり、ヒロイン役としてプージャー・ヘーグデーが起用された。同作は2022年にヒンディー語・テルグ語・カンナダ語・マラヤーラム語吹替版を含めた5言語版が公開され、批評家からの評価は賛否両論だったものの、興行収入は30億ルピーを記録するヒット作となった。その後、ラジニカーントの169本目の出演作『Thalaivar 169』の監督に起用され、2022年6月17日に正式タイトルが『ジェイラー』であることが発表された。同作は2023年8月10日に公開され、ラジニカーントの演技のほか演出・音楽・カメラワーク・編集・アクションシーンなどが絶賛され、タミル・ナードゥ州首相M・K・スターリンもネルソンの技能を高く評価している。

## フィルモグラフィー
| 年   | 作品             | クレジット | クレジット | クレジット | 備考                                   | 出典   |
| 年   | 作品             | 監督       | 脚本       | 製作       | 備考                                   | 出典   |
| ---- | ---------------- | ---------- | ---------- | ---------- | -------------------------------------- | ------ |
| 2018 | Kolamaavu Kokila | Yes        | Yes        | No         |                                        | [ 29 ] |
| 2021 | Doctor           | Yes        | Yes        | No         |                                        | [ 30 ] |
| 2022 | Beast            | Yes        | Yes        | No         | 挿入曲「Jolly O Gymkhana」にゲスト出演 | [ 31 ] |
| 2023 | ジェイラー       | Yes        | Yes        | No         |                                        |        |
| 2024 | Bloody Beggar    | No         | No         | Yes        |                                        |        |

## 受賞歴
| 年                         | 部門                       | 作品                 | 結果               | 出典               |
| 南インド国際映画賞         | 南インド国際映画賞         | 南インド国際映画賞   | 南インド国際映画賞 | 南インド国際映画賞 |
| -------------------------- | -------------------------- | -------------------- | ------------------ | ------------------ |
| 2019年                     | タミル語映画部門新人監督賞 | 『Kolamaavu Kokila』 | 受賞               |                    |
| 2022年                     | タミル語映画部門作品賞     | 『Doctor』           | ノミネート         | [ 32 ]             |
| 2022年                     | タミル語映画部門監督賞     | 『Doctor』           | ノミネート         | [ 32 ]             |
| 2024年                     | タミル語映画部門作品賞     | 『ジェイラー』       | 受賞               | [ 33 ]             |
| 2024年                     | タミル語映画部門監督賞     | 『ジェイラー』       | 受賞               | [ 33 ]             |
| IIFAウトサヴァム           |                            |                      |                    |                    |
| 2024年                     | タミル語映画部門作品賞     | 『ジェイラー』       | 受賞               | [ 34 ] [ 35 ]      |
| 2024年                     | タミル語映画部門監督賞     | 『ジェイラー』       | ノミネート         | [ 34 ] [ 35 ]      |
| ノルウェー・タミル映画祭賞 |                            |                      |                    |                    |
| 2019年                     | 脚本賞                     | 『Kolamaavu Kokila』 | 受賞               |                    |